# Ostróda (district)
Ostróda (Powiat ostródzki) is een Pools district (powiat) in de woiwodschap Ermland-Mazurië. Het district heeft een oppervlakte van 1764,89 km² en telt 106.442 inwoners (2014).

## Steden
- Miłakowo (Liebstadt)
- Miłomłyn (Liebemühl)
- Morąg (Mohrungen)
- Ostróda (Osterode in Ostpr.)

Stadsdistricten:
Elbląg · Olsztyn

Districten:
Bartoszyce · Braniewo · Działdowo · Elbląg · Ełk · Giżycko · Gołdap · Iława · Kętrzyn · Lidzbark Warmiński · Mrągowo · Nidzica · Nowe Miasto Lubawskie · Olecko · Olsztyn · Ostróda · Pisz · Szczytno · Węgorzewo

Grootste steden:
Bartoszyce · Działdowo · Elbląg · Ełk · Iława · Giżycko · Kętrzyn · Mrągowo · Ostróda · Olsztyn · Szczytno